# If You Have to Ask
If You Have to Ask jest drugą piosenką z płyty Blood Sugar Sex Magik, amerykańskiego zespołu rockowego Red Hot Chili Peppers. W 1993 roku, utwór został wydany jako singel.

## Lista utworów
CD (1993)
1. "If You Have to Ask (Edit)"
2. "If You Have to Ask (Disco Krisco Mix)"
3. "If You Have to Ask (Scott And Garth Mix)"
4. "Give It Away (In Progress From Funky Monks Video)"

12" singel (1993)
1. "If You Have to Ask (Disco Krisco Mix)"
2. "If You Have to Ask (Album)"
3. "If You Have to Ask (Friday Night Fever Blister Mix)"
4. "Give It Away (In Progress From Funky Monks Video)"